# Orsan
Pour les articles homonymes, voir Plan Orsan.
Orsan est une commune française située dans le nord-est du département du Gard, en région Occitanie.
Exposée à un climat méditerranéen, elle est drainée par la Cèze et par divers autres petits cours d'eau. La commune possède un patrimoine naturel remarquable : un site Natura 2000 (« la Cèze et ses gorges ») et deux zones naturelles d'intérêt écologique, faunistique et floristique.
Orsan est une commune urbaine qui compte 1 197 habitants en 2022, après avoir connu une forte hausse de la population depuis 1962. Elle est dans l'agglomération de Bagnols-sur-Cèze et fait partie de l'aire d'attraction de Bagnols-sur-Cèze. Ses habitants sont appelés les Orsanais ou  Orsanaises.

## Géographie
La commune d'Orsan est adossée aux massifs du plateau de Lacau et du Camp de César sur un territoire de 690 ha bordé par la Cèze avec une population de 1150 habitants. Les habitants d'Orsan s'appellent les Orsannais et les Orsannaises.

### Climat
Pour des articles plus généraux, voir Climat de l'Occitanie et Climat du Gard.
En 2010, le climat de la commune est de type climat méditerranéen franc, selon une étude s'appuyant sur une série de données couvrant la période 1971-2000. En 2020, Météo-France publie une typologie des climats de la France métropolitaine dans laquelle la commune est exposée à un climat méditerranéen et est dans la région climatique Provence, Languedoc-Roussillon, caractérisée par une pluviométrie faible en été, un très bon ensoleillement (2 600 h/an), un été chaud (21,5 °C), un air très sec en été, sec en toutes saisons, des vents forts (fréquence de 40 à 50 % de vents > 5 m/s) et peu de brouillards.
Pour la période 1971-2000, la température annuelle moyenne est de 13,8 °C, avec une amplitude thermique annuelle de 18,1 °C. Le cumul annuel moyen de précipitations est de 761 mm, avec 5,6 jours de précipitations en janvier et 3 jours en juillet. Pour la période 1991-2020, la température moyenne annuelle observée sur la station météorologique la plus proche, située sur la commune de Chusclan à 2 km à vol d'oiseau, est de 15,3 °C et le cumul annuel moyen de précipitations est de 750,2 mm,. Pour l'avenir, les paramètres climatiques de la commune estimés pour 2050 selon différents scénarios d'émission de gaz à effet de serre sont consultables sur un site dédié publié par Météo-France en novembre 2022.

### Milieux naturels et biodiversité

#### Réseau Natura 2000

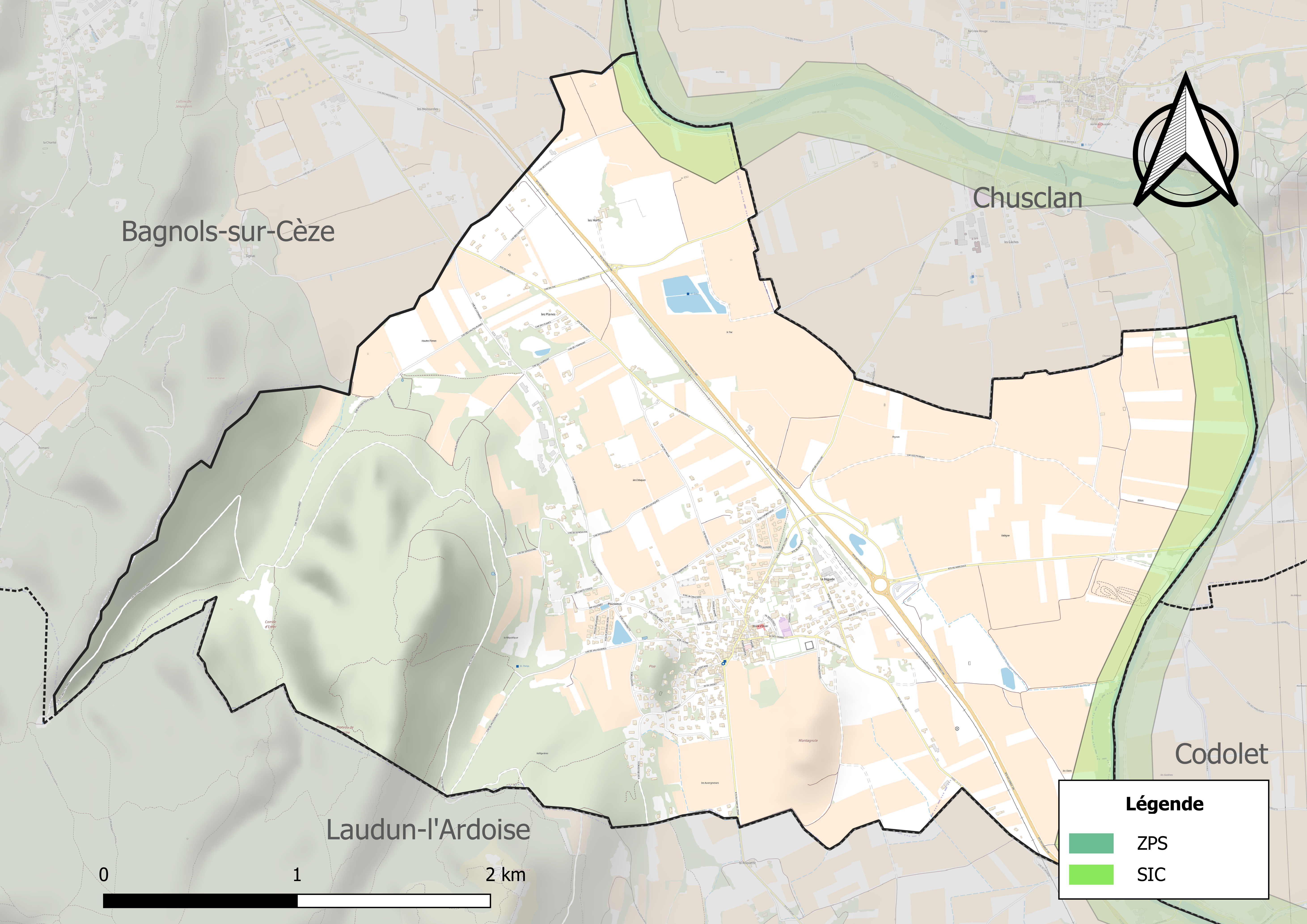
Site Natura 2000 sur le territoire communal.

Le réseau Natura 2000 est un réseau écologique européen de sites naturels d'intérêt écologique élaboré à partir des directives habitats et oiseaux, constitué de zones spéciales de conservation (ZSC) et de zones de protection spéciale (ZPS).
Un site Natura 2000 a été défini sur la commune au titre de la directive habitats : « la Cèze et ses gorges », d'une superficie de 3 550 ha, un territoire dont les principaux habitats naturels sont des formations méditerranéennes (Asplenion, Quercion ilicis) dans les gorges, avec notamment des descentes remarquables d'espèces montagnardes.

#### Zones naturelles d'intérêt écologique, faunistique et floristique
L’inventaire des zones naturelles d'intérêt écologique, faunistique et floristique (ZNIEFF) a pour objectif de réaliser une couverture des zones les plus intéressantes sur le plan écologique, essentiellement dans la perspective d’améliorer la connaissance du patrimoine naturel national et de fournir aux différents décideurs un outil d’aide à la prise en compte de l’environnement dans l’aménagement du territoire.
Une ZNIEFF de type 1 est recensée sur la commune :
la « rivière de la Cèze entre Bagnol-sur-Cèze et Chusclan » (97 ha), couvrant 3 communes du département et une ZNIEFF de type 2, : 
la « vallée aval de la Cèze » (532 ha), couvrant 14 communes du département.

Carte des ZNIEFF de type 1 et 2 à Orsan.
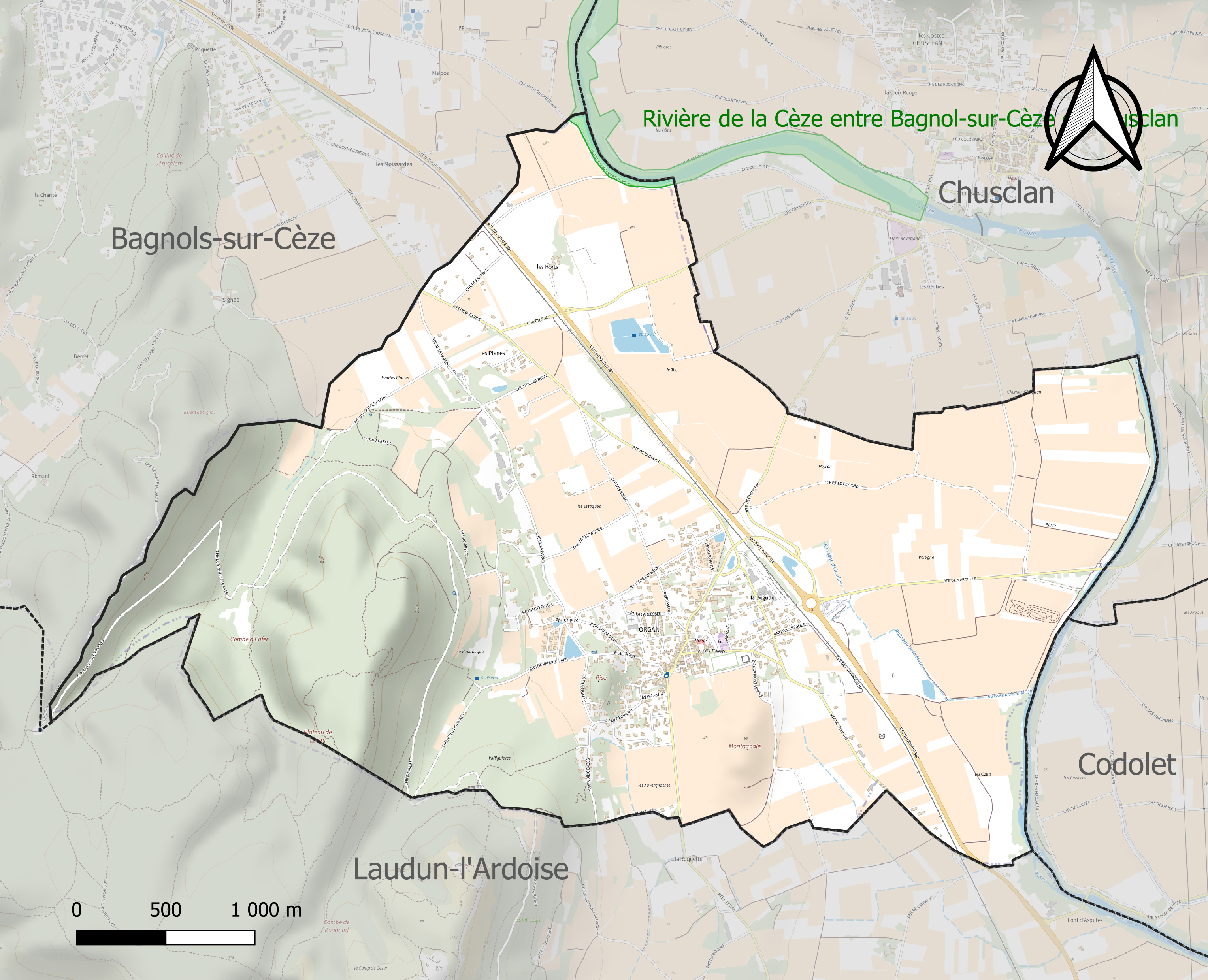
Carte de la ZNIEFF de type 1 sur la commune.
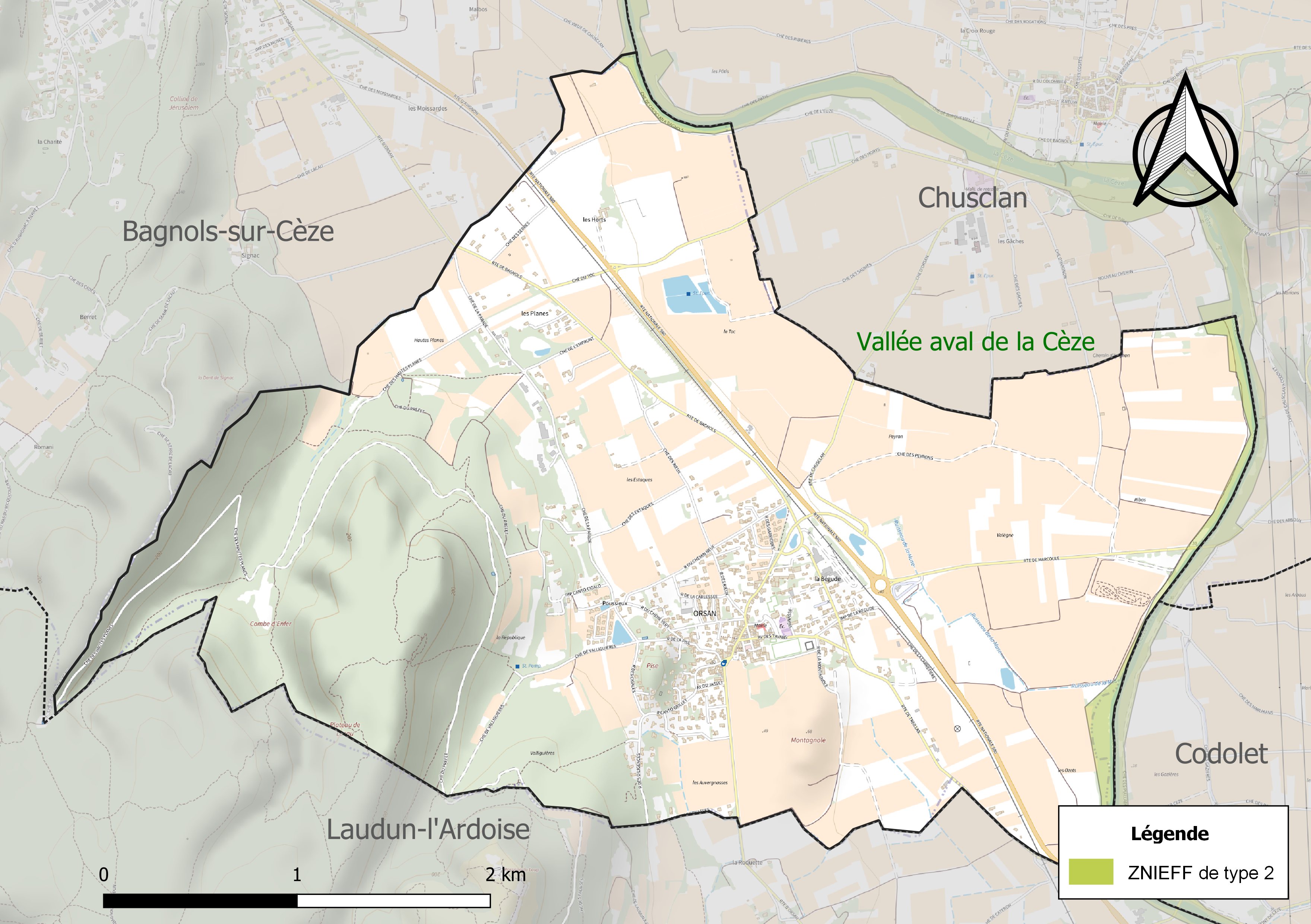
Carte de la ZNIEFF de type 2 sur la commune.

## Urbanisme

### Typologie
Au 1er janvier 2024, Orsan est catégorisée petite ville, selon la nouvelle grille communale de densité à sept niveaux définie par l'Insee en 2022.
Elle appartient à l'unité urbaine de Bagnols-sur-Cèze, une agglomération intra-départementale regroupant cinq  communes, dont elle est une commune de la banlieue,,. Par ailleurs la commune fait partie de l'aire d'attraction de Bagnols-sur-Cèze, dont elle est une commune de la couronne,. Cette aire, qui regroupe 30 communes, est catégorisée dans les aires de moins de 50 000 habitants,.

### Occupation des sols
L'occupation des sols de la commune, telle qu'elle ressort de la base de données européenne d’occupation biophysique des sols Corine Land Cover (CLC), est marquée par l'importance des territoires agricoles (64,3 % en 2018), en diminution par rapport à 1990 (66,9 %). La répartition détaillée en 2018 est la suivante : 
cultures permanentes (64,3 %), forêts (27 %), zones urbanisées (8,8 %). L'évolution de l’occupation des sols de la commune et de ses infrastructures peut être observée sur les différentes représentations cartographiques du territoire : la carte de Cassini (XVIIIe siècle), la carte d'état-major (1820-1866) et les cartes ou photos aériennes de l'IGN pour la période actuelle (1950 à aujourd'hui).

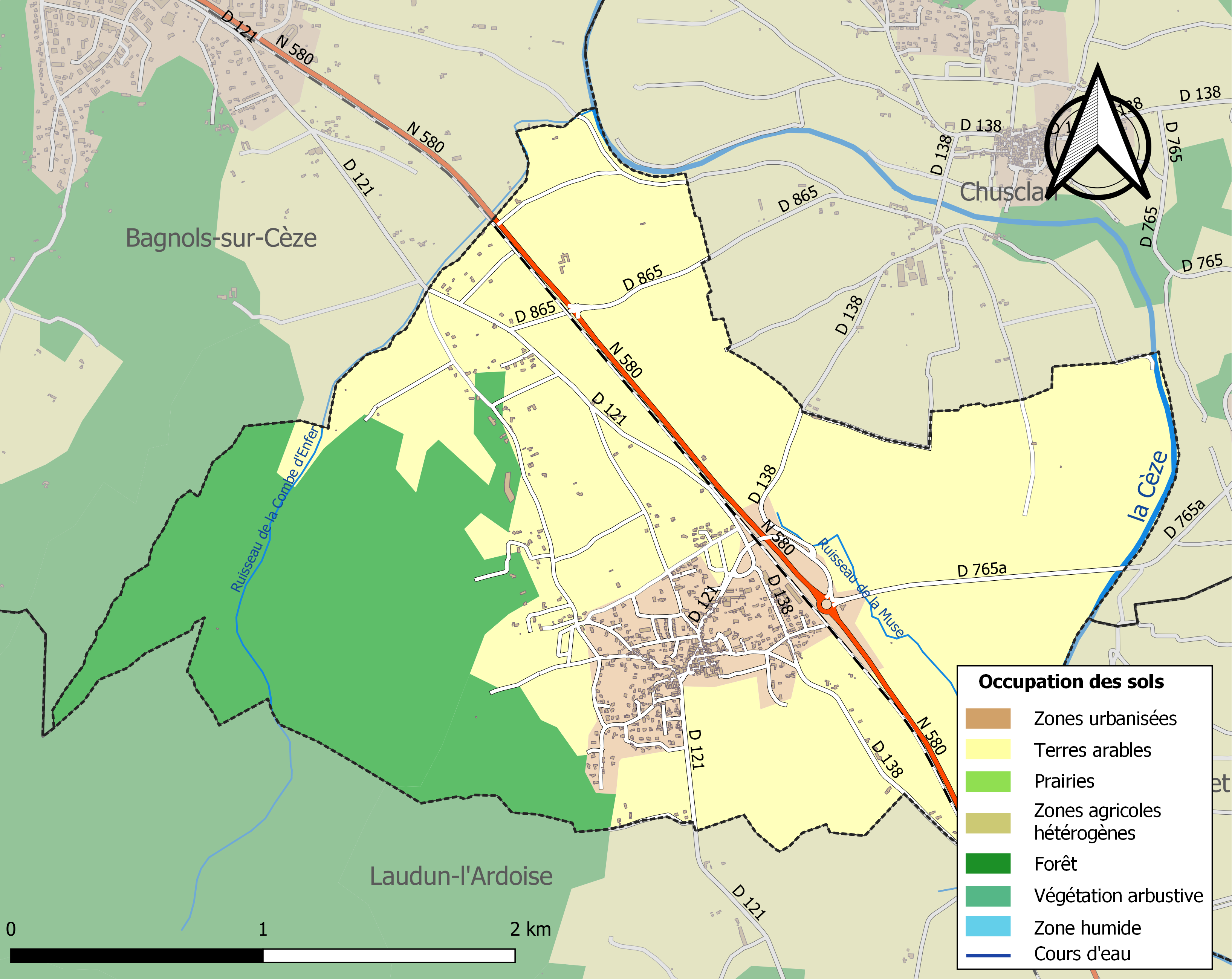
Carte des infrastructures et de l'occupation des sols de la commune en 2018 (CLC).

### Risques majeurs
Le territoire de la commune d'Orsan est vulnérable à différents aléas naturels : météorologiques (tempête, orage, neige, grand froid, canicule ou sécheresse), inondations, feux de forêts, mouvements de terrains et séisme (sismicité modérée). Il est également exposé à trois risques technologiques,  le transport de matières dangereuses et la rupture d'un barrage et le risque nucléaire. Un site publié par le BRGM permet d'évaluer simplement et rapidement les risques d'un bien localisé soit par son adresse soit par le numéro de sa parcelle.

#### Risques naturels
La commune fait partie du territoire à risques importants d'inondation (TRI) d'Avignon – plaine du Tricastin – Basse vallée de la Durance, regroupant 90 communes du bassin de vie d'Avignon, Orange et de la basse vallée de la Durance, un des 31 TRI qui ont été arrêtés fin 2012 sur le bassin Rhône-Méditerranée. Il a été retenu au regard des risques de débordements du Rhône, de la Durance, de la Cèze, du Lez (84), de l'Ardèche, de l'Eygues, du Rieu (Foyro), de la Meyne, de l'Ouvèze, des Sorgues, des rivières du Sud-Ouest du mont Ventoux, de la Nesque, du Calavon et de l'Èze. Les crues récentes significatives sont celles d'octobre 1993 (Rhône-Lez), de janvier et novembre 1994 (Rhône, Durance, Calavon, Ouvèze), de décembre 1997, de  novembre 2000, de mai 2008 (Durance), de décembre 2003 (Rhône, Calavon), de septembre 1992 (Ouvèze), de septembre 2002 et de 2003 (Aygue, Rieu Foyro), de septembre 1958, de septembre 1992 (Ardèche), de septembre 1993 (Èze). Des cartes des surfaces inondables ont été établies pour trois scénarios : fréquent (crue de temps de retour de 10 ans à 30 ans), moyen (temps de retour de 100 ans à 300 ans) et extrême (temps de retour de l'ordre de 1 000 ans, qui met en défaut tout système de protection),. La commune a été reconnue en état de catastrophe naturelle au titre des dommages causés par les inondations et coulées de boue survenues en 1982, 1994, 1996, 1998 et 2002,.

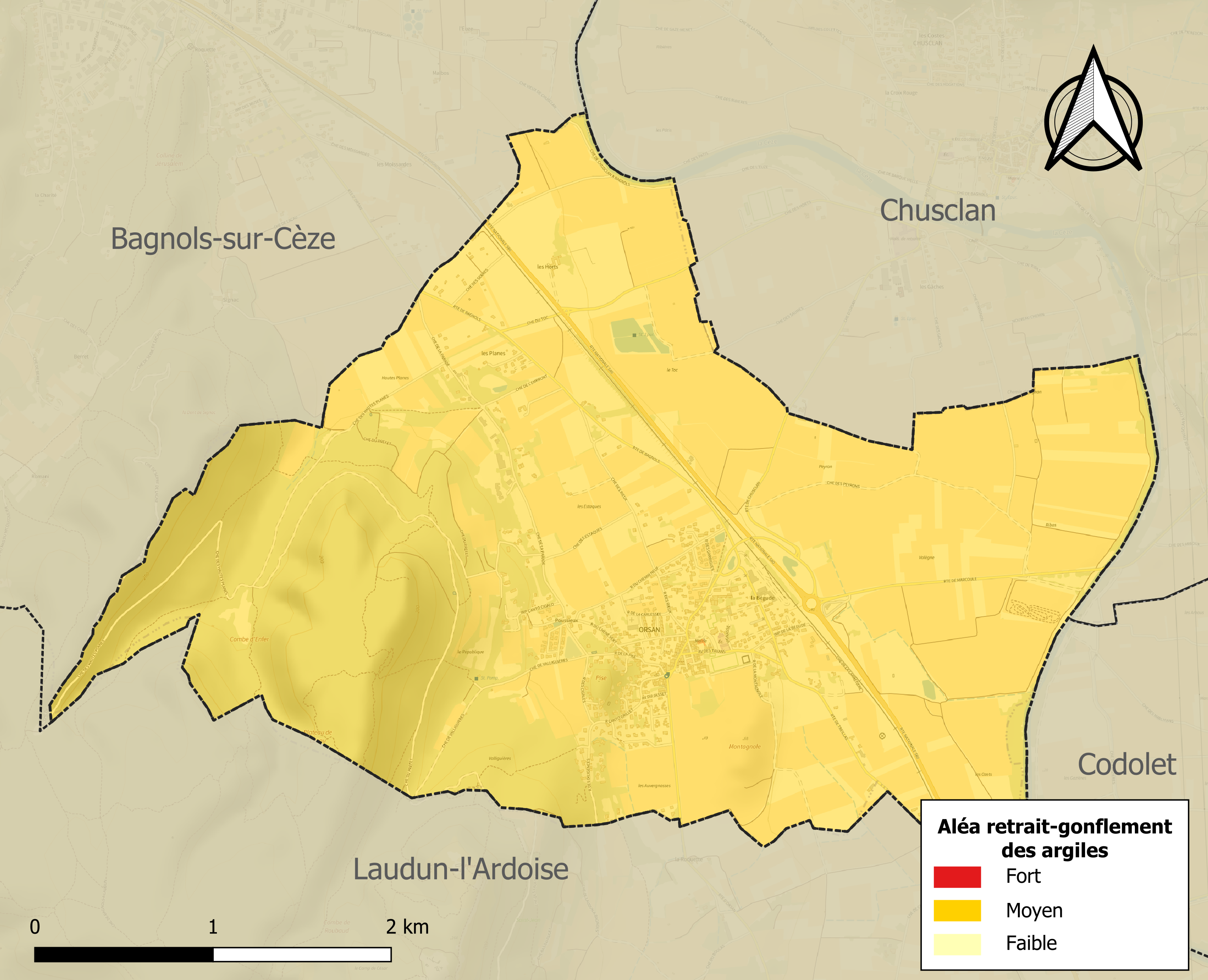
Carte des zones d'aléa retrait-gonflement des sols argileux d'Orsan.

La commune est vulnérable au risque de mouvements de terrains constitué principalement du retrait-gonflement des sols argileux. Cet aléa est susceptible d'engendrer des dommages importants aux bâtiments en cas d’alternance de périodes de sécheresse et de pluie. La totalité de la commune est en aléa moyen ou fort (67,5 % au niveau départemental et 48,5 % au niveau national). Sur les 492 bâtiments dénombrés sur la commune en 2019, 492 sont en aléa moyen ou fort, soit 100 %, à comparer aux 90 % au niveau départemental et 54 % au niveau national. Une cartographie de l'exposition du territoire national au retrait gonflement des sols argileux est disponible sur le site du BRGM,.
Par ailleurs, afin de mieux appréhender le risque d’affaissement de terrain, l'inventaire national des cavités souterraines permet de localiser celles situées sur la commune.

#### Risques technologiques
Le risque de transport de matières dangereuses sur la commune est lié à sa traversée par des infrastructures routières ou ferroviaires importantes ou la présence d'une canalisation de transport d'hydrocarbures. Un accident se produisant sur de telles infrastructures est en effet susceptible d’avoir des effets graves au bâti ou aux personnes jusqu’à 350 m, selon la nature du matériau transporté. Des dispositions d’urbanisme peuvent être préconisées en conséquence.
La commune est en outre située en aval du barrage de Sénéchas, un ouvrage de classe A doté d'un PPI. À ce titre elle est susceptible d’être touchée par l’onde de submersion consécutive à la rupture de cet ouvrage.
La commune étant située dans le périmètre de sûreté autour du site nucléaire de Marcoule, elle est exposée au risque nucléaire. En cas d'incident ou d'accident nucléaire, des consignes de confinement ou d'évacuation peuvent être données et les habitants peuvent être amenés à ingérer, sur ordre du préfet, les comprimés d'iode.

## Toponymie
L'étymologie du nom Orsan viendrait soit du germanique Orsus, soit de Ursus d'où serait dérivé Orsanum, dénomination que l'on retrouve pour désigner Orsan en 1310, soit encore du nom d'un homme latin Ursus, d'où Orsanus (1384).
La légende de la Cabre d'or attribue le nom du village aux traces laissées par la chèvre lors de la traversée du passage du loup ; des lambeaux de toison d'or et un peu de son sang furent, dit-on, retrouvés sur les rochers.
Le village a été dénommé successivement ORSANUM (1310), ORSSANUM (1485), ORSSAN (1550), puis ORSSANT (1610) et enfin ORSAN à partir du XVIIe siècle.

## Histoire

### Époque gallo-romaine et Moyen Âge
- Un des objets les plus anciens découvert sur le territoire de la commune d'Orsan est une pierre funéraire d'un mètre de hauteur, à frontons triangulaires. Par ailleurs, une urne de terre et divers objets trouvés à Orsan sont actuellement exposés au musée de Bagnols.
- 1309 Guillaume de Laudun, coseigneur de Laudun, Orsan, Codolet, Montfaucon, partage ses biens entre ses deux fils, tous deux du nom de Raymond.
- 1333 Raymond de Laudun, seigneur d'Orsan.
- 1348 Guillaume de Laudun, seigneur d'Orsan.
- 359 Raymond de Montaren habite le château d'Orsan.
- 1384 Orsan appartient au diocèse d'Uzès, viguerie et doyenné de Bagnols ; le prieuré de Saint-Martin d'Orsan dépend de la chapellenie des Quatre Chanoines de Bagnols. Le village comptait à l'époque 6 feux, soit une trentaine d'habitants environ.

Vers ces années-là les Tuchins, paysans rebelles, s'attaquent aux domaines des nobles dans le diocèse d'Uzès, notamment à Bagnols et à Pont-Saint-Esprit ; en 1383 ils dévastent Laudun.

### XVIesiècle
Au début du XVIe siècle, Pierre de Cambis, Chevalier, dont la famille est originaire de Florence, porte le titre de Seigneur d'Orsan ; il épouse en 1525, Françoise de Perrussis. Leur descendance est représentée successivement par :
- Jean de Cambis, chevalier de l'Ordre du Roi, seigneur d'Orsan, Premier Consul d'Avignon qui épouse Françoise de Clérici,
- Louis de Cambis, chevalier, seigneur d'Orsan, Capitaine de 200 hommes à pied, chevalier de l'Ordre du Roi et de celui de S.S., Premier Consul et Viguier d'Avignon, qui épouse Georgette de la Falèche,
- Jean de Cambis, chevalier, baron d'Orsan qui épouse en 1616 Marguerite de Simiane.

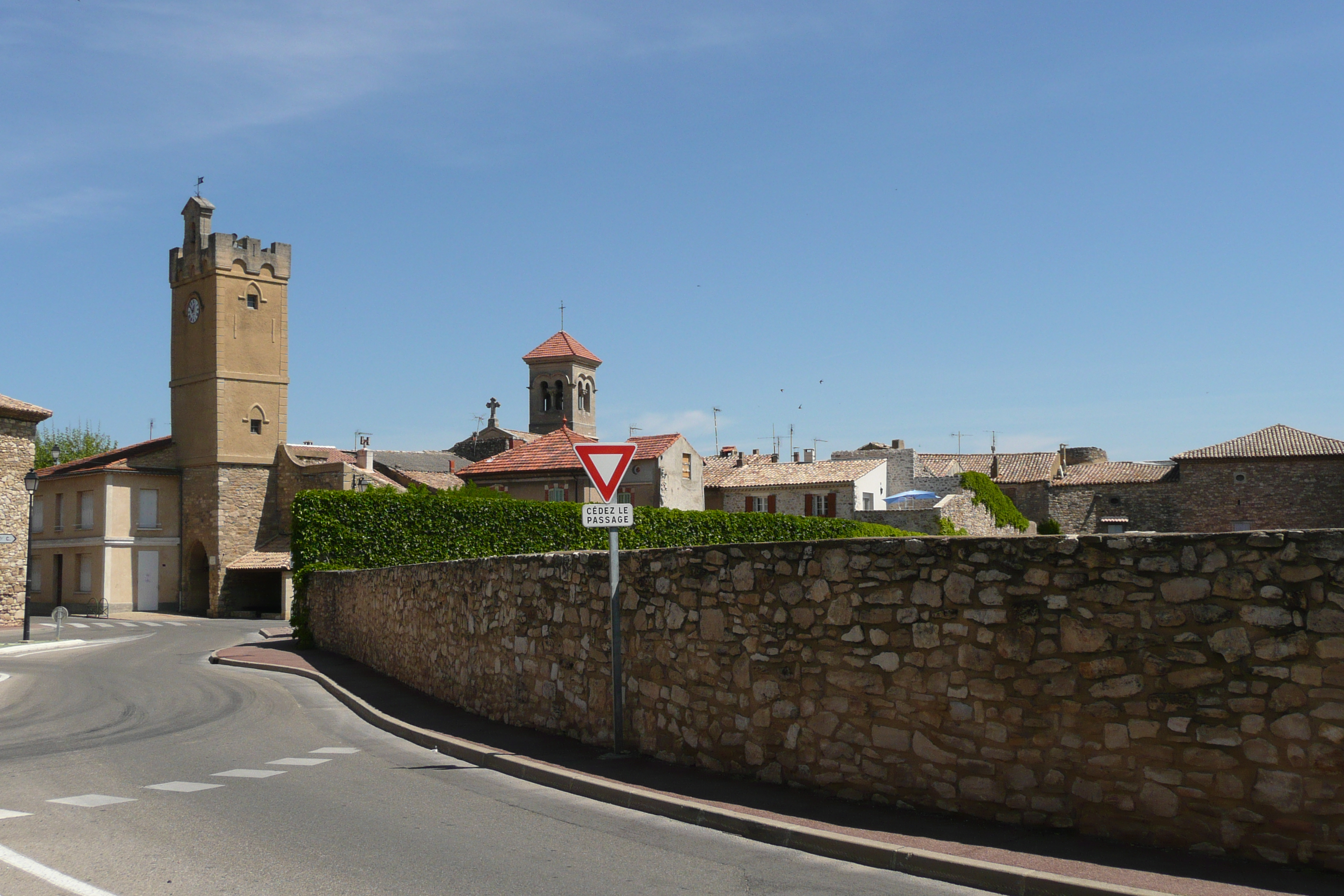
Tour et Église romane

### Guerres de Religion
Avant l'année 1568, la commune d'Orsan s'était déclarée pour le parti de la religion réformée. Le mars de cette année-là, le vicomte de Joyeuse la fit rentrer sous l'obéissance du roi.

### XVIIeetXVIIIesiècles
- Au XVIIe siècle, le diocèse d'Uzès était fier de ses vins de Chusclan, Orsan, Tavel, etc., dont la qualité approchait de celles des crus des Côtes du Rhône.
- En 1661, le prieuré d'Orsan fut uni à la communauté des Joséphistes de Bagnols, et dès lors, le service religieux fut assuré par l'un des membres de cette congrégation.
- En 1696, il a été établi un plan cadastral de la commune appelé "Compoix".
- Fin 1721, la peste sévissant à Alès, des mesures sanitaires sont prises à Orsan.
- De 1750 à 1792, le seigneur d'Orsan s'appelle Jacques, François, Xavier, Régis, Ignace, vicomte de Cambis, chevalier, marquis de Lagnes, brigadier des armées du roi, gouverneur de Navarre et commandant dans les Cévennes. Il épouse en 1755 Mlle de Chimay.
- Le 8 frimaire an III (29 novembre 1795) les habitants d'Orsan demandent le partage des biens communaux, conformément à la loi du 10 juin 1793. Celui-ci n'eut lieu que le 14 frimaire an VIII (5 décembre 1800). Les bois communaux furent distribués au lieu-dit "la République".
- Le 1er vendémiaire ans VI et VII (22 septembre 1798 et 1799) eut lieu la célébration de la fête de la République à Roquemaure et dans les communes du canton, dont Orsan faisait alors partie.

### XIXesiècle
- 5 mai 1816 : bénédiction du nouveau cimetière.
- 1833 : construction du lavoir.
- 9 avril 1855 : bénédiction d'une cloche dans l'ancienne église, dont certaines parties étaient de style roman. La marraine est Madame de Pisançon (épouse du maire d'Orsan), le parrain est Monsieur Baume, natif d'Orsan, supérieur du collège Saint-Stanislas à Nîmes.
- 1863 : la construction d'une nouvelle église est décidée, l'ancienne étant vétuste et trop exiguë. La nouvelle église, terminée en 1868 a été consacrée le 3 octobre 1886 par Mgr Besson.
- Au XIXe siècle, la population d'Orsan était entièrement catholique et comptait approximativement 450 habitants. Entre 1820 et 1830, on pouvait dénombrer chaque année environ : 20 naissances, 4 mariages et 16 décès.
- La sériciculture était importante dans la région et notamment à Orsan. Les plantations de mûrier, appelées "Plantades" voisinaient avec la vigne. Le produit de la vente des cocons permettait aux paysans de subsister en attendant les autres récoltes (moissons, vendanges). En 1899, le conseil municipal d'Orsan, au cours d'une de ses délibérations, émet le vœu que les droits de douane sur les tissus de soie importés soient élevés.
- Vers la fin du XIXe siècle, quelques mines de lignite furent exploitées sur le territoire de la commune. Mais la qualité médiocre du combustible (il brûlait trop vite, ne chauffait pas et fumait beaucoup) fit rapidement abandonner ces exploitations. En divers endroits, on trouve encore des galeries et certaines parcelles de terre ont gardé le nom de « mines ».
- Au cours du XIXe siècle, la garance était cultivée à Orsan. Les racines de cette plante permettaient d'obtenir l'Alizarine, produit de couleur rouge utilisé comme teinture ; mais peu à peu ce type de culture fut développé davantage dans le département du Vaucluse, ce qui attira les Orsannais en période de récolte ; de même, certains habitants de la Haute-Loire, appelés "gavots" quittaient leur département pour venir faire les moissons à Orsan.

Ces premiers mouvements de population laissaient présager la grande migration associée à l'industrialisation progressive de la région.

## Héraldique
| Blason de Orsan | Blason  | D'hermine au chef losangé d'or et de gueules.    |
| Blason de Orsan | Détails | Le statut officiel du blason reste à déterminer. |

## Politique et administration
| Période                                  | Période  | Identité           | Étiquette | Qualité |
| ---------------------------------------- | -------- | ------------------ | --------- | ------- |
| 1977                                     | 1981     | Maurice Baud       | SE        |         |
| 1981                                     | 1989     | Pierre Prades      | SE        |         |
| 1989                                     | 1995     | Georges Jeanjean   | SE        |         |
| 1995                                     | 2014     | Jean-Pierre Charre | SE        |         |
| 2014                                     | En cours | Bernard Ducros     | DVG       | Cadre   |
| Les données manquantes sont à compléter. |          |                    |           |         |

## Démographie
L'évolution du nombre d'habitants est connue à travers les recensements de la population effectués dans la commune depuis 1793. Pour les communes de moins de 10 000 habitants, une enquête de recensement portant sur toute la population est réalisée tous les cinq ans, les populations de référence des années intermédiaires étant quant à elles estimées par interpolation ou extrapolation. Pour la commune, le premier recensement exhaustif entrant dans le cadre du nouveau dispositif a été réalisé en 2004.

En 2022, la commune comptait 1 197 habitants, en évolution de +6,4 % par rapport à 2016 (Gard : +2,97 %, France hors Mayotte : +2,11 %).
| 1793 | 1800 | 1806 | 1821 | 1831 | 1836 | 1841 | 1846 | 1851 |
| ---- | ---- | ---- | ---- | ---- | ---- | ---- | ---- | ---- |
| 377  | 374  | 487  | 478  | 549  | 546  | 555  | 547  | 547  |

| 1856 | 1861 | 1866 | 1872 | 1876 | 1881 | 1886 | 1891 | 1896 |
| ---- | ---- | ---- | ---- | ---- | ---- | ---- | ---- | ---- |
| 543  | 552  | 533  | 487  | 455  | 452  | 476  | 471  | 470  |

| 1901 | 1906 | 1911 | 1921 | 1926 | 1931 | 1936 | 1946 | 1954 |
| ---- | ---- | ---- | ---- | ---- | ---- | ---- | ---- | ---- |
| 491  | 505  | 531  | 488  | 470  | 486  | 447  | 476  | 480  |

| 1962 | 1968 | 1975 | 1982 | 1990 | 1999  | 2004  | 2006  | 2009  |
| ---- | ---- | ---- | ---- | ---- | ----- | ----- | ----- | ----- |
| 514  | 720  | 847  | 968  | 961  | 1 014 | 1 120 | 1 133 | 1 094 |

| 2014  | 2019  | 2022  | - | - | - | - | - | - |
| ----- | ----- | ----- | - | - | - | - | - | - |
| 1 067 | 1 186 | 1 197 | - | - | - | - | - | - |

## Manifestations culturelles et festivités
Chaque année, le 1er mai donne l'occasion d'une grande fête populaire organisé par le club taurin "Lou Cesar" dans le centre village, s'étalant du haut de l'Avenue des Tavans jusqu'aux arènes municipales. La programmation est typique des festivités camarguaises : abrivado, encierro, peñas musicales, taureaux à la broche servi au repas de midi et toro-piscine en fin d’après midi. Cette festivité est aussi l'occasion le matin du traditionnel dejeunée au près que les gardians connaissent bien.
Aussi, chaque 1er weekend du mois de juillet a lieu la fête votive d'Orsan organisée par le comité des fêtes, rassemblant stands de foire, manèges, petites attractions, bal dansant et bodega. Le samedi matin, une vente de brioche (pogne) dans toutes les rues du village par les jeunes et moins jeunes est organisé avec chars, musique et apéros.

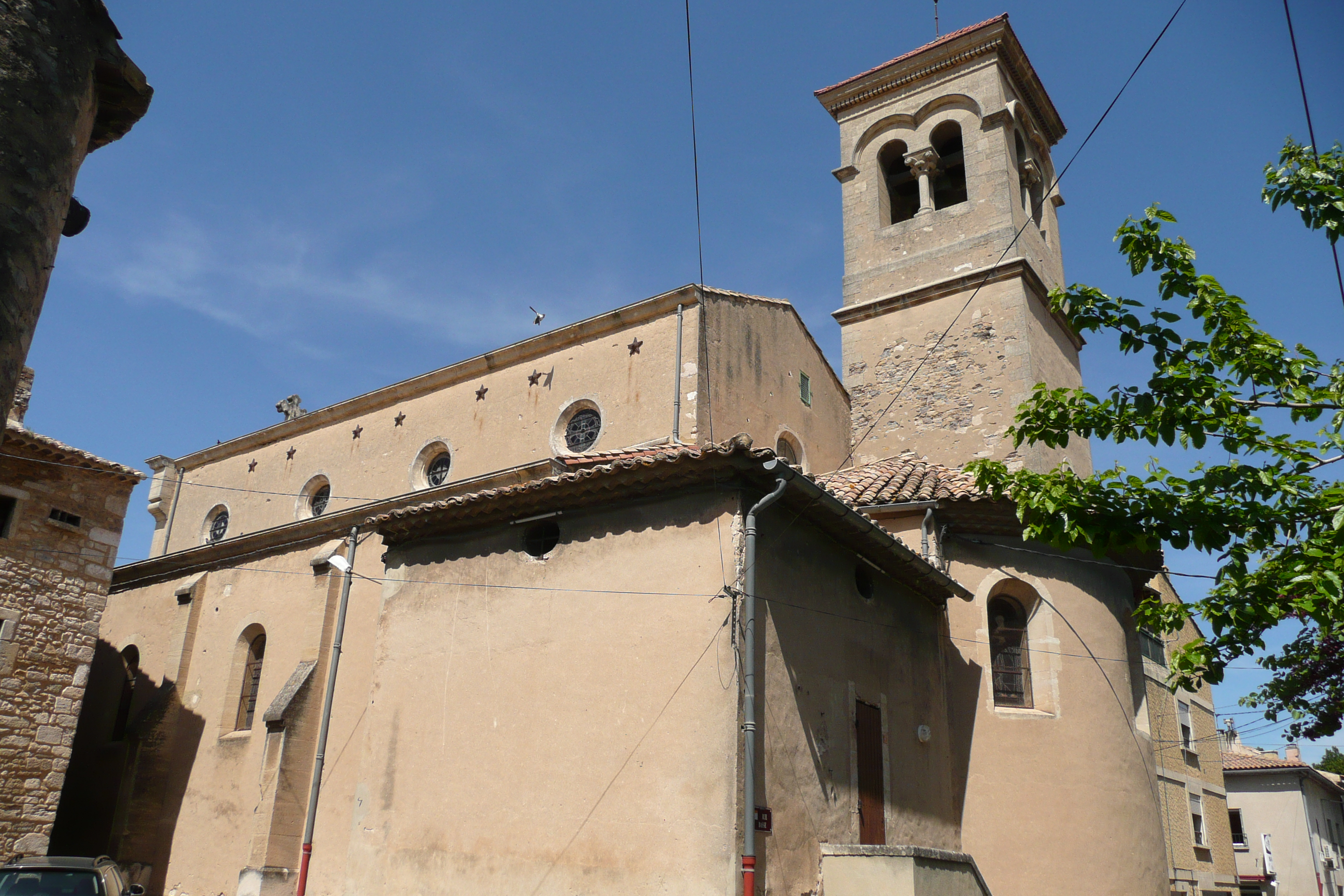
Église Saint-Martin

## Économie

### Revenus
En 2018  (données Insee publiées en septembre 2021), la commune compte 501 ménages fiscaux, regroupant 1 195 personnes. La médiane du revenu disponible par unité de consommation est de 23 040 € (20 020 € dans le département).

### Emploi
|                | 2008   | 2013  | 2018  |
| -------------- | ------ | ----- | ----- |
| Commune        | 6,5 %  | 8,2 % | 8,5 % |
| Département    | 10,6 % | 12 %  | 12 %  |
| France entière | 8,3 %  | 10 %  | 10 %  |

En 2018, la population âgée de 15 à 64 ans s'élève à 706 personnes, parmi lesquelles on compte 76 % d'actifs (67,5 % ayant un emploi et 8,5 % de chômeurs) et 24 % d'inactifs,. Depuis 2008, le taux de chômage communal (au sens du recensement) des 15-64 ans est inférieur à celui de la France et du département.
La commune fait partie de la couronne de l'aire d'attraction de Bagnols-sur-Cèze, du fait qu'au moins 15 % des actifs travaillent dans le pôle,. Elle compte 219 emplois en 2018, contre 218 en 2013 et 180 en 2008. Le nombre d'actifs ayant un emploi résidant dans la commune est de 482, soit un indicateur de concentration d'emploi de 45,4 % et un taux d'activité parmi les 15 ans ou plus de 56,5 %.
Sur ces 482 actifs de 15 ans ou plus ayant un emploi, 63 travaillent dans la commune, soit 13 % des habitants. Pour se rendre au travail, 90,6 % des habitants utilisent un véhicule personnel ou de fonction à quatre roues, 2 % les transports en commun, 3,6 % s'y rendent en deux-roues, à vélo ou à pied et 3,7 % n'ont pas besoin de transport (travail au domicile).

### Activités hors agriculture

#### Secteurs d'activités
69 établissements sont implantés  à Orsan au 31 décembre 2019. Le tableau ci-dessous en détaille le nombre par secteur d'activité et compare les ratios avec ceux du département,.
| Secteur d'activité                                                                                        | Commune | Commune | Département |
| Secteur d'activité                                                                                        | Nombre  | %       | %           |
| --- | ------- | ------- | ----------- |
| Ensemble                                                                                                  | 69      |         |             |
| Industrie manufacturière, industries extractives et autres                                                | 4       | 5,8 %   | (7,9 %)     |
| Construction                                                                                              | 14      | 20,3 %  | (15,5 %)    |
| Commerce de gros et de détail, transports, hébergement et restauration                                    | 20      | 29 %    | (30 %)      |
| Information et communication                                                                              | 4       | 5,8 %   | (2,2 %)     |
| Activités immobilières                                                                                    | 2       | 2,9 %   | (4,1 %)     |
| Activités spécialisées, scientifiques et techniques et activités de services administratifs et de soutien | 6       | 8,7 %   | (14,9 %)    |
| Administration publique, enseignement, santé humaine et action sociale                                    | 14      | 20,3 %  | (13,5 %)    |
| Autres activités de services                                                                              | 5       | 7,2 %   | (8,8 %)     |

Le secteur du commerce de gros et de détail, des transports, de l'hébergement et de la restauration est prépondérant sur la commune puisqu'il représente 29 % du nombre total d'établissements de la commune (20 sur les 69 entreprises implantées  à Orsan), contre 30 % au niveau départemental.

#### Entreprises et commerces
Les quatre entreprises ayant leur siège social sur le territoire communal qui génèrent le plus de chiffre d'affaires en 2020 sont : 
- Verdier Philippe, commerce de gros (commerce interentreprises) de boissons (564 k€)
- Montane Sourdon, travaux de maçonnerie générale et gros œuvre de bâtiment (176 k€)
- Artic, entretien corporel (144 k€)
- FCLB, location et location-bail d'articles de loisirs et de sport (25 k€)

### Agriculture
La commune est dans la vallée du Rhône, une petite région agricole occupant la frange est du département du Gard. En 2020, l'orientation technico-économique de l'agriculture  sur la commune est la viticulture. 
|               | 1988 | 2000 | 2010 | 2020 |
| ------------- | ---- | ---- | ---- | ---- |
| Exploitations | 34   | 22   | 25   | 10   |
| SAU (ha)      | 426  | 362  | 388  | 295  |

Le nombre d'exploitations agricoles en activité et ayant leur siège dans la commune est passé de 34 lors du recensement agricole de 1988  à 22 en 2000 puis à 25 en 2010 et enfin à 10 en 2020, soit une baisse de 71 % en 32 ans. Le même mouvement est observé à l'échelle du département qui a perdu pendant cette période 61 % de ses exploitations,. La surface agricole utilisée sur la commune a également diminué, passant de 426 ha en 1988 à 295 ha en 2020. Parallèlement la surface agricole utilisée moyenne par exploitation a augmenté, passant de 13 à 30 ha.

## Culture locale et patrimoine

### Lieux et monuments
- Église Saint-Martin d'Orsan.